# Björksätra

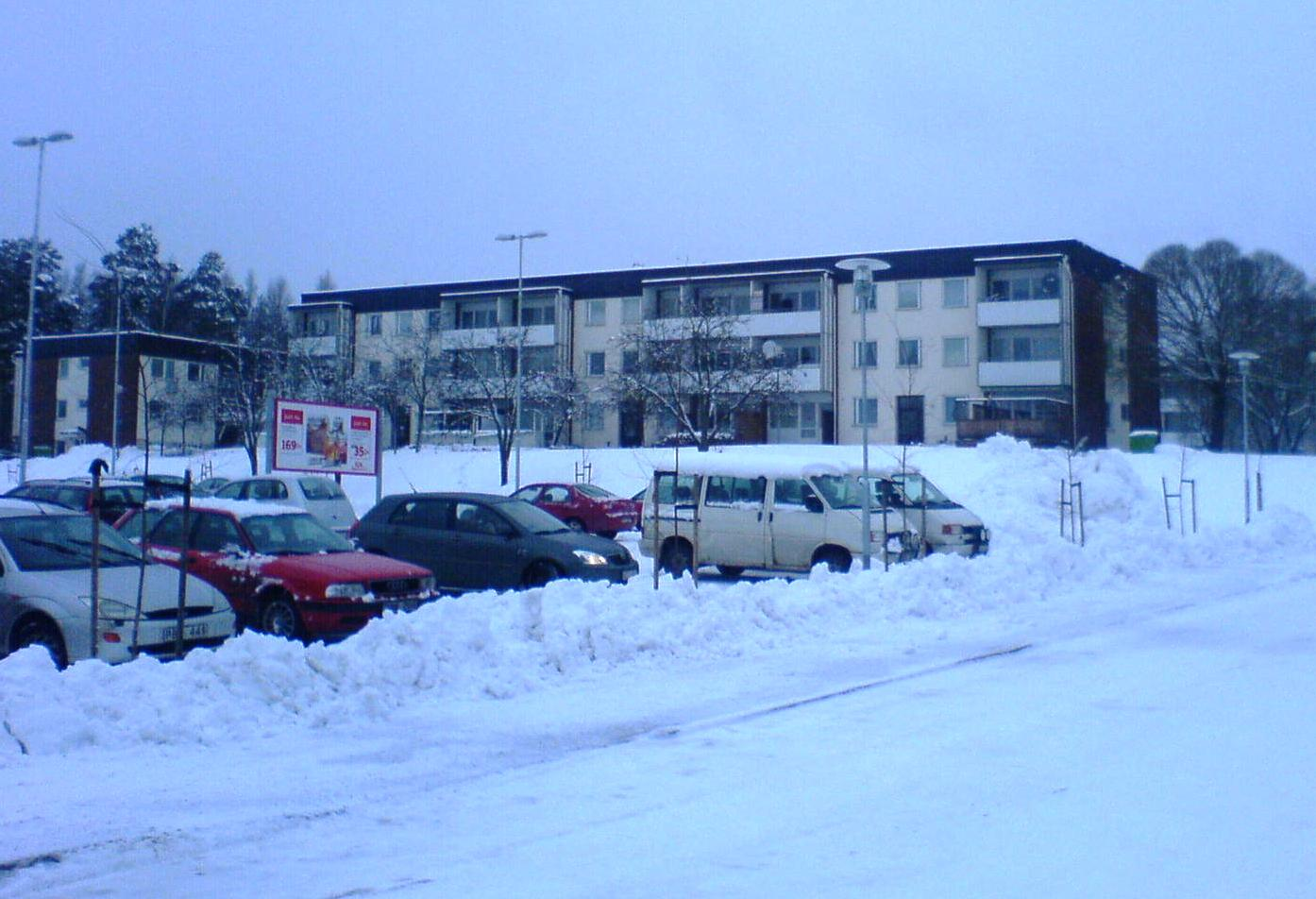
Hyreshus i originalutförande.

Björksätra är en stadsdel i Sandviken, centralorten i Sandvikens kommun.
Björksätra byggdes åren kring 1970 inom ramen för det så kallade miljonprogrammet. Från början fanns uppåt ett hundratal tre- och två-vånings hyreshus med sammanlagt omkring 1800 lägenheter. Nu har man rivit cirka en femtedel av husen. I Södra Björksätra, som angränsar till Björksätra, har man byggt villor och radhus.
I Björksätra finns även två skolor, två äldreboenden, två förskolor, en kyrka och Björksätra Mitt, ett köpcentrum som ligger mitt i området.